# Szelestnica
Szelestnica (łac. gangraena emphysematosa, ang. black leg, black quarter, quarter ill) – ostra, zakaźna, niezaraźliwa, bakteryjna choroba głównie młodego bydła, owiec, kóz i bawołów powodowana przez bakterie Clostridium chauvoei lub Clostridium feseri. Występuje na całym świecie. Pojawia się w okresie wypasania bydła na danym terenie.

## Przyczyny choroby
Bakterie odpowiedzialne za tę chorobę zwane laseczkami szelestnicy wytwarzają przetrwalniki (spory), które występują w ziemi na terenach gdzie występuje błoto oraz w miejscach chorobowo zmiennych. W jej przebiegu tworzą się charakterystyczne trzeszczące przy ucisku obrzęki w mięśniach. Najczęściej obrzęki powstają w rejonie łopatki i na grzbiecie w okolicy krzyża. Początkowo są one gorące i bolesne, w późniejszym stadium przechodzące w zimne i niebolesne. Zachorowalność następuje z powodu zanieczyszczonej karmy, zarazki przedostają się za pośrednictwem małych ran.

## Objawy
W wyniku choroby bydło jest osłabione, ma problemy ze wstawaniem. Jego oddech jest przyspieszony, brak apetytu, brak chęci przeżuwania, a co za tym idzie – brak wydzielania mleka.

## Rokowania i postępowanie
W przypadku wystąpienia tej choroby rokowania są bardzo niekorzystne. Najczęściej dochodzi do śmierci zwierzęcia.
W przypadku podejrzenia tej choroby lub padnięcia zwierząt właściciel zwierzęcia ma obowiązek zgłoszenia tego faktu służbom weterynaryjnym. Zakazane jest dobijanie zwierząt, wykonywanie zabiegów (np. upust krwi), czy też ściąganie skóry. Miejsce przebywania zwierzęcia należy zabezpieczyć przed dostępem innych zwierząt i ludzi. Bardzo ważną czynnością jest zabezpieczenie przed kontaktem z muchami jako roznosicielami choroby.
Ostatnim obowiązkowym zabiegiem jest odkażenie całego sprzętu używanego przez zarażone zwierzęta oraz szczepienie innych zwierząt i człowieka mogących mieć kontakt z zarażoną sztuką.

## Zapobieganie
Szczepienie ochronne przed nastaniem okresu wypasania bydła na pastwiskach, na terenach zagrożonych występowaniem laseczek szelestnicy.